# マンガのマ
『マンガのマ』は、武内こずえによる日本の少女漫画作品。集英社の漫画雑誌『りぼん』および『りぼんスペシャル』にて全8話が連載された。単行本は、同社のりぼんマスコットコミックスより全2巻が刊行された。
ちなみに後年、武内の代表作となった『チョコタン！』の第45話（『チョコタン！』単行本第11巻収録）に、大人になった主人公のありすと葉月がゲスト出演している。

## あらすじ
平凡な中学生の広瀬ありすは、ふとしたきっかけでクラスメイトの宇佐美葉月がマンガ家を目指していることを知り、自分もマンガ家になることを決意。中途半端な自分に悩みながらも、葉月や周囲の人々に励まされながら、マンガ家デビューを夢見て発行部数150万部の少女月刊誌「ハート」への投稿に情熱を傾ける。

## 登場人物
広瀬ありす（ひろせ ありす）
主人公。自称「趣味なし特技なし」の無気力な女の子。学校の成績も芳しくなく、家では母から叱られてばかりの日々を送っていたが、中学2年生の時に宇佐美葉月（後述）との出会いを通じてマンガ家になることを決意。以降、寝る時間も惜しんでマンガを描き続け、葉月と共に中学3年生でプロデビューを果たした。ペンネームは使わず、本名で活動している。
宇佐美葉月（うさみ はづき）
広瀬ありすのクラスメイト。マンガ家の登竜門「ハートマンガスクール」上位入賞の常連で、ペンネームは「稲葉ウサギ」。幼い頃に読んだ漫画「はぁとにドリーム」の影響を受けて、マンガ家になることを決意した。「はぁとに…」の作者であるキャロル猫田（ありすの母・後述）を尊敬している。ありすと同時に中学3年生でプロデビューを果たした。マンガを描くことに熱中するあまり、いつも慢性的な睡眠不足で、歩きながら眠ってしまうことがある。
広瀬ありすの母
元・マンガ家。14歳でデビューするも、その後プロの世界の重圧に耐え切れず挫折した過去を持つ。マンガ家時代のペンネームは「キャロル猫田」。宇佐美葉月がマンガ家を目指すきっかけとなった「はぁとにドリーム」の作者でもある。かつての自分と同じくマンガ家を目指している娘のありすを、厳しくも温かい目で見守っている。
宇佐美陽（うさみ よう）
宇佐美葉月の兄。広瀬ありすが憧れている青年で、コンビニの店員をしている。ありすの母からは「ラブトーンの君」と呼ばれる。
犬城ルイ（けんじょう るい）
少女月刊誌「ハート」の人気マンガ家。プライドが高く派手好きな性格だが、仕事場では地味なジャージ姿で、別人のように老け込んだ容貌に変わる。人気絶頂のベテラン作家でありながら、中学生のありすと葉月に本気でライバル宣言をしている。ありすの母とは同期デビューで、お互いに「キャロるん」「ルイルイ」と呼び合う仲。デビュー時の年齢は15歳だった。本名は山田シゲミだが、本人はこの本名を嫌っている。
山根（やまね）
少女月刊誌「ハート」の男性編集者。広瀬ありすの担当。ありすに対する批評や指導は厳しいが、同時にありすの成長に期待もしている。
芋田（いもた）
マンガ家志望の26歳。ペンネームは「金糸雀姫（かなりあ ひめ）」。投稿歴は8年と長いが努力不足で、いまだデビューの機会を得ていない。他の投稿者や新人に対する嫌がらせが趣味。ありすも度々標的にするが、その嫌がらせをきっかけとして精神的な成長を遂げられてしまうことが多い。
ゴロニャー
広瀬家の飼い猫で、本作のマスコット的キャラクター。丸い目をしており、いつも無表情。作中ではありすの部屋にいる場面が多い。

## 書誌情報
- 武内こずえ 『マンガのマ』 集英社 〈りぼんマスコットコミックス〉
- 単行本第2巻のタイトルは「続マンガのマ」となっており、終章として描き下ろし作品「ミライのミ」が収録されている。

1. 『マンガのマ』 2009年7月15日発売[2]、ISBN 978-4-08-856899-7
2. 『続マンガのマ』 2010年6月15日発売[3]、ISBN 978-4-08-867060-7